# Mind Revolution
Mind Revolution è il secondo album del gruppo melodic death metal svedese Skyfire, pubblicato nel 2003 dall'Hammerheart Records.
L'edizione coreana contiene tutte le tracce del loro demo The Final Story, mentre quella giapponese la bonus track Free from Torment.

## Tracce
1. Nightmares Nevermore – 3:16
2. Haunted By Shadows – 5:27
3. Colliding In Mind – 4:23
4. Dawn Will Break – 3:37
5. Uncloud The Sky – 4:52
6. Shapes Of Insanity – 6:00
7. Blinded By Euphoria – 4:40
8. Caged – 4:01
9. Mind Revolution – 6:55

## Formazione
- Joakim Karlsson - voce
- Martin Hanner - chitarra, tastiere
- Andreas Edlund - chitarra, tastiere
- Joakim Jonsson - batteria, chitarra
- Jonas Sjögren - basso